# 太楽令
太楽令（たいがくれい）は、紀元前3世紀の前漢から14世紀の元までの中国に置かれた官職である。音楽を掌った。

## 概要
祭祀・儀式で音楽を演奏するのが職務の中心だが、時代により、音楽に関する仕事を一手に引き受けたときと、他の官職と仕事を分担したときがある。他の主な音楽関連の官職には、楽府令（前漢）、協律都尉（前漢・後漢）、鼓吹令（南北朝時代から唐）、清商丞（南北朝時代から唐）、協律郎（南北朝時代から清）があった。
古い時代の中国では官庁の名を正式に定めず、太楽令を長とする官庁は太楽と呼ばれた。南北朝時代に官職と官庁を呼び分ける制度ができると、太楽署の長官が太楽令となった。次官は太楽丞である。それより下の部下は、時代により名前が異なり、また時代によってはまったく不明なこともあるが、身分が低い者も含めると数百から千人以上に達した。太楽令は、後漢で大予楽令、遼で太楽署令と、少し違う名になったこともある。
太楽令の上司は太常であった。官庁の名が定まったときからは、太常卿を長官とする太常寺の下に太楽署と太楽令が置かれる形になった。
明では音楽が太常寺の直轄になり、太楽令はなかった。清では楽部の下に神楽署・神楽令を置いた。この神楽令を後身とみなしうるが、太楽令の名は元が最後となった。

## 変遷

### 秦
前漢は多くの制度を秦から継承しており、太楽令も秦にあった可能性がある。

### 前漢
太楽令は初め奉常に属し、景帝中6年（紀元前144年）から、奉常の改称によって生まれた太常に属した。副官として丞（太楽丞）が一人ついた。かなり下った南北朝時代の言だが、前漢では太楽の伶官（音楽の官吏）が829人だったのを、孔光らの意見で定員388人にしたと言う。
前漢で音楽をつかさどる官職にはもう一つ、少府に属する楽府令があった。奉常は祭祀・儀式に、少府は皇帝の用に仕えたので、太楽と楽府の分担も同じであろう。武帝によって充実をみたが、宣帝以後の皇帝が楽府をたびたび減員し、哀帝のとき廃止になった。

### 後漢
後漢にも太楽令があり、秩石は600石。丞が一人ついた。ほかに25人の員吏がおり、その内訳は、2人が百石、2名が斗食、7名が佐、10人が学事、4名が守楽事であった。
『続漢書』百官志が記す職務は、国家的祭祀で音楽を演奏し、宮廷の饗宴で楽器を陳列することである。後漢には楽府がないので、祭祀と宮廷で役所を分けることはなかった。
明帝は、予言書にもとづいて永平3年（西暦紀元60年）に太楽令を大予楽令と改称した。

### 三国時代の魏
三国時代の魏は、名を太楽令に戻した。太楽令、太楽丞があった。

### 西晋・東晋
晋（西晋）にも太楽令があり、太常に属した。音楽の官として別に鼓吹令があった。
311年に都の洛陽が陥落し、西晋が滅亡すると、用いられなくなった伶官（音楽の官人）と楽器は失われた。再興した東晋には伶人も楽器もなく、太楽令は省かれた。その後、逃げてきた伶人を受け入れたり、捕虜として連れ帰ったりすることで、少しずつ充実し、咸和中（326年 - 334年）に、成帝がふたたび太楽の官を置いた。

### 南朝
東晋を受けた宋にも太楽令があり、太楽丞が一人ついた。音楽に関すること全般を掌った。宋末の元徽（473年 - 477年）のころ、千人以上が属し、国力不相応だと後代に批判された。
斉にも太楽令と太楽丞が一人ずついた。斉の武帝は奢侈で、太楽の人数が多かったという。
梁では、官庁の名と役職の名を明確に分けるようになり、太常卿の下に、太楽令と太楽丞があった。音楽関連では他に鼓吹令があり、清商署という役所に清商丞をおいた。清商楽は比較的新しく生まれた音楽で、太楽は伝統的な音楽を演奏した。
陳にも太楽令があった。

### 北朝
北魏では、太和15年（491年）12月、北魏の孝文帝の官制改革の一貫として、太楽が設置されたという。しかしそれ以前から太楽の役人はいたようである、太和の頃の官職一覧には、太楽祭酒（第六品中）、太楽博士（第六品下）、太楽典録（従第八品下）が見える。かっこ内は官品。この一覧には太楽令、太楽丞が欠けている。
北斉では太常の下に太楽署があり、太楽令が長官、太楽丞が次官であった。音楽関連では鼓吹署に鼓吹令がいて、太楽と並んだ。また清商部があり、太楽令が長官を兼ね、清商丞が次官となった。

### 隋
隋では太楽署、清商署、鼓吹署があり、それぞれに長官の令と次官の丞がいた。太楽令と太楽丞は2人のこともあった。また、楽師が8人所属した。清商の楽師は2人、鼓吹の哄師も2人なので、太楽のほうが多い。太楽令の官品は正八品と定められていた。
煬帝のとき、前諸王朝の楽工の子弟と声調がよい人、あわせて300余人を太楽に付けた。

### 唐
唐では、太常卿を長官とする太常寺の下に太楽署と鼓吹署があり、清商署はない。太楽署の長である太楽令は従七品下、次官の太楽丞は従八品下。他に府3人、史6人、楽正8人、典事8人、掌固8人、文舞郎と武舞郎が140人。太楽令の職務は鐘律を調合し、国家の祭祀、饗宴に供することである。『旧唐書』は太楽令の定員を1人、『新唐書』は2人とする。また、『新唐書』は定員に散楽382人、仗内散楽1000人、音声人10027人を付け加える。

### 宋
宋の太楽令は、初め、唐と同様、太常寺に属したが、崇寧2年（1103年）または4年（1105年）に大晟府が音楽のために設けられ、そこに属することになった。崇寧2年改正の記述は『宋史』の職官志に、4年改正は『宋史』の本紀と楽志にあり、年だけでなく内容も若干異なっている。崇寧2年改正の官制では、太楽令はなく、かわりに大晟楽令が設けられたことになっている。崇寧4年改正の記述箇所では太楽令のままである。宣和2年（1120年）または宣和7年（1125年）12月に大晟府は廃止された。

### 遼
遼には役所として太楽署があり、太常寺に属した。長官は太楽署令といい、次官を大楽署丞といった。他の音楽関係の官には、太楽署と並ぶ鼓吹署と、太常寺直属の協律郎があった。

### 金
金にも役所として太楽署があり、太常寺に属した。太楽令が大楽署の長官で官品は従六品。副として太楽丞（従七品）がつき、楽工部籍直長（正八品）、大楽正（正九品）、大楽副正（従九品）、楽工100人がいた。太楽令は鼓吹署の令を兼任した。

### 元
元では、役所として太楽署があり、太常寺あるいは太常礼儀院に属した。太楽署は世祖クビライが中統5年（1264年）に初めて設けたもので、定員2名の太楽令が長官となり、その官品は従七品。丞（従七品）1人がつき、礼生・楽工あわせて479戸を管掌した。

### 明と清
明と清に太楽署・太楽令はなかった。
明で音楽は太常寺の直接の管轄で、官職としては協律郎と司楽があった。明は北京と南京の二都を持ち、官庁・官吏も両方がもっていたので、協律郎と司楽も南北にいた。
清には楽部という音楽の役所があって、通常他の高官の兼任となる典楽大臣が長となった。楽部には神楽署があって、神楽令、神楽丞がいた。別に、定員5人の協律郎、25人の司楽25人、180人の楽生がいた。

## 太楽令の人物

### 前漢
- 桓譚の父 -成帝（在位紀元前33年 - 紀元前7年）のとき[36]

### 三国の魏
- 杜夔 - 黄初中（220年 - 226年）

### 南朝の宋
- 鍾宗之 - 元嘉9年（432年）[37]

### 南朝の斉
- 劉瑤 -武帝（在位482年 - 493年）のとき[38]。

### 南朝の梁
- 彭雋 - 大宝2年（551年）[39]。

### 南朝の陳
- 何胥 - 陳後主（陳叔宝、在位582年 - 589年）[40]
- 蔡子元[37]

### 北魏
- 公孫崇 - 景明中（500年 - 504年）[41]。
- 趙樊生 - 景明中（500年 - 504年）[41]。
- 張乾亀 - 永安（528年  530年）末[42]、永熙2年（533年）
- 崔九竜 - [43]

### 唐
- 李尚沖（または季尚沖） - 貞観25年（651年）[44]
- 孫玄成[44]
- 裴知古 - 神龍2年（706年）以後[45]
- 劉貺 - 開元9年（721年）[46]
- 李従周 - 文徳元年（888年）以後[47]。